# Gianfranco Zola
Gianfranco Zola OMRI OBE (Oliena, 5 de julho de 1966) é um treinador e ex-futebolista italiano que atuava como atacante. Considerado um dos jogadores mais talentosos e tecnicamente dotados de sua geração, Zola é mais conhecido por sua passagem transformadora pelo Chelsea, onde revolucionou as expectativas sobre jogadores estrangeiros na Premier League e se tornou um dos maiores ídolos da história do clube.[carece de fontes?]
Zola, apelidado carinhosamente pelos torcedores do Chelsea de Magic Box, por sua capacidade de criar lances geniais em espaços curtos, e de Little Giant, devido à sua baixa estatura combinada com uma imensa influência em campo, viveu o auge de sua carreira na Inglaterra. Em sua primeira temporada, foi eleito Jogador do Ano pela FWA, um feito notável por ser o primeiro a receber a honraria sem ter disputado uma temporada completa, chegando ao clube apenas em novembro. Pelos Blues, disputou 311 jogos, marcou 80 gols, conquistou seis títulos e ganhou diversas distinções individuais entre 1996 e 2003. Em 2003, através de uma votação com mais de 60.000 torcedores, foi eleito o maior jogador da história do Chelsea, e sua camisa de número 25 foi simbolicamente aposentada pelo clube.
Em 2017, a renomada revista FourFourTwo o nomeou o sétimo melhor jogador estrangeiro na história da Premier League, atrás apenas de Cristiano Ronaldo, Thierry Henry, Éric Cantona, Dennis Bergkamp, Didier Drogba e Sergio Agüero, solidificando seu status como uma lenda do futebol inglês.

## Carreira como Jogador

### Início
Zola iniciou sua carreira no inexpressivo Corrasi Oliena, onde permaneceu durante três temporadas, mas nunca tendo atuado pela equipe principal. Sua carreira profissional começou aos dezoito anos, no modesto Nuorese, que disputava a quarta divisão italiana. Após duas temporadas, onde marcou dez gols em 31 partidas, suas atuações lhe renderam uma transferência para a Torres. No Torres, Zola foi peça fundamental na conquista da Serie C2, seu primeiro título como profissional, começando a chamar a atenção de clubes maiores.

### Napoli: O Aprendiz de Maradona
Em 1989, Zola foi contratado pelo Napoli, então a força dominante do futebol italiano, liderada pelo lendário Diego Maradona. Inicialmente, Zola era o reserva imediato de Maradona, uma experiência que ele descreveu como a mais importante de sua formação. "Eu aprendi tudo com o Diego", afirmou Zola. "Eu o espionava em todos os treinos e aprendia a cobrar faltas como ele". Em sua primeira temporada, disputou poucas partidas, mas fez parte do elenco que conquistou o histórico Scudetto de 1989–90.
Com a suspensão de Maradona por uso de cocaína em março de 1991, Zola herdou a camisa 10 e a responsabilidade de liderar os Partenopei. Ele assumiu o protagonismo com brilhantismo, o que lhe rendeu sua primeira convocação para a Seleção Italiana. Contudo, o Napoli enfrentava crescentes dificuldades financeiras e, sem seu maior ídolo, nunca mais alcançou o mesmo nível de sucesso. O clube foi forçado a vender seus principais ativos, e Zola foi transferido para o Parma, que emergia como uma nova potência na Itália.

### Parma: Glória Europeia e Conflito Tático
No Parma, Zola consolidou seu status como um dos melhores jogadores de criação da Europa. Logo em sua temporada de estreia, ajudou os Gialloblu a conquistar a Supercopa da UEFA de 1993. Suas performances o levaram à Copa do Mundo de 1994. No Mundial, sua participação foi curta e amarga: na partida das oitavas de final contra a Nigéria, ele entrou no segundo tempo, mas foi expulso controversamente apenas doze minutos depois, em uma decisão de arbitragem que ele considerou devastadora.
Apesar da decepção, Zola retornou ao Parma em grande forma, liderando a equipe ao título da Copa da UEFA de 1995 e ao vice-campeonato da Copa da Itália. No entanto, sua situação no clube mudou drasticamente com a chegada do treinador Carlo Ancelotti para a temporada 1996–97. Ancelotti era um adepto rígido do sistema 4-4-2, que não acomodava um trequartista como Zola. Ancelotti tentou forçá-lo a jogar como ponta-esquerda, uma posição que limitava sua criatividade. Anos mais tarde, Ancelotti admitiu seu erro: "Eu tinha um sistema e não queria mudá-lo. Foi um erro. Eu deveria ter encontrado uma maneira de jogar com Zola". Essa inflexibilidade tática, somada à ascensão da dupla de ataque Hernán Crespo e Stoichkov, selou a saída de Zola do clube.

### Chelsea: A Lenda daMagic Box

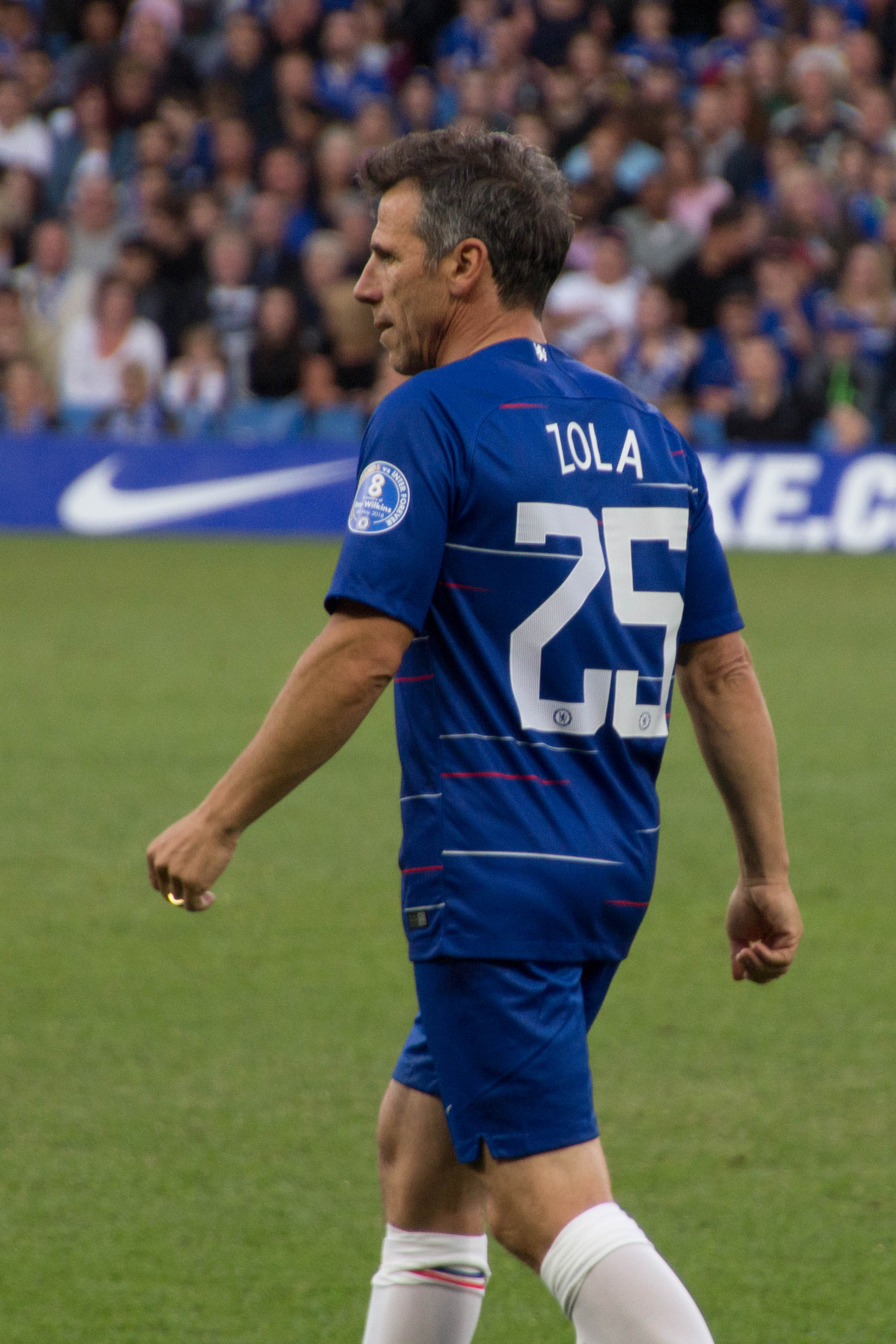
Zola jogando pelo Chelsea Legends em 2018. Desde sua saída do clube em 2003, a camisa de número 25 não foi usada por nenhum outro jogador do Chelsea.

Em novembro de 1996, Zola foi negociado com o Chelsea por £4,5 milhões, juntando-se à "revolução continental" liderada pelo jogador-treinador Ruud Gullit. Na mesma época, sua carreira na seleção começava a declinar. Ele foi titular na decepcionante campanha da Itália na Eurocopa de 1996 e, posteriormente, ficou de fora da Copa do Mundo de 1998, uma decisão que o levou a se aposentar da Azzurra.
Zola adaptou-se instantaneamente ao futebol inglês. Seus dribles, gols espetaculares e sorriso contagiante o tornaram um favorito imediato da torcida. Em sua primeira temporada, foi a força motriz que levou o Chelsea à conquista da Copa da Inglaterra de 1997, quebrando um jejum de 26 anos do clube sem um título de grande expressão. Um de seus gols mais marcantes foi na semifinal contra o Wimbledon, onde recebeu a bola de costas para o gol, girou em um movimento que lembrou o "drible de Cruyff" e finalizou com maestria. Ao final da temporada, foi eleito Jogador do Ano, o primeiro jogador do Chelsea a receber a honraria.
Na temporada 1997–98, já sob o comando de Gianluca Vialli, Zola continuou a brilhar, ajudando o clube a conquistar três títulos: a Copa da Liga Inglesa, a Recopa Europeia da UEFA e, no início da temporada seguinte, a Supercopa da UEFA. Na final da Recopa contra o Stuttgart, Zola começou no banco devido a uma lesão. Ele entrou em campo aos 71 minutos e, apenas 21 segundos depois, marcou o gol da vitória com um voleio fulminante após um passe de Dennis Wise. Zola descreveu este como o gol mais importante de sua carreira, pela importância e pelo contexto.
Com o avançar da idade, Zola passou a ser usado de forma mais estratégica, muitas vezes saindo do banco para mudar o rumo das partidas. Mesmo assim, sua influência permaneceu imensa. Ele foi crucial na conquista de outra Copa da Inglaterra em 2000 e na primeira classificação do clube para a Liga dos Campeões da UEFA. Foi mentor de jovens jogadores como Frank Lampard e John Terry. Lampard credita a Zola sua transformação profissional: "Ele mudou minha mentalidade. Eu via Zola ficar depois do treino para praticar cobranças de falta e percebi o que era preciso para chegar ao topo".
Em sua última temporada (2002–03), Zola viveu um renascimento, marcando 16 gols, seu recorde pessoal no clube, e garantindo mais uma vez a classificação para a Liga dos Campeões. Um de seus gols mais icônicos foi um voleio de calcanhar no ar contra o Norwich City, um lance de pura improvisação e genialidade. Ele foi eleito o melhor jogador do clube naquela temporada pelos torcedores.

### Pós-Chelsea e Aposentadoria no Cagliari
Em 2003, Zola decidiu honrar uma promessa e se transferiu para o Cagliari, clube da Sardenha, sua terra natal, para encerrar a carreira. Sua decisão ocorreu poucas semanas antes de Roman Abramovich comprar o Chelsea. O novo proprietário tentou desesperadamente convencê-lo a ficar, chegando a oferecer-lhe milhões e, segundo rumores nunca confirmados, até mesmo a possibilidade de comprar o Cagliari para que ele pudesse quebrar seu contrato. Zola recusou, afirmando que sua palavra era mais importante. Ele liderou o Cagliari de volta à Serie A em sua primeira temporada e jogou mais um ano na elite antes de se aposentar em 2005, pouco antes de completar 39 anos.

## Legado e Reputação
O legado de Gianfranco Zola transcende os títulos e os gols. Ele é amplamente considerado um dos pioneiros que elevaram o padrão técnico e o profissionalismo na Premier League. Sua combinação de talento sublime com uma atitude humilde e trabalhadora lhe rendeu o respeito universal. Sir Alex Ferguson descreveu Zola como um "jogador pequeno e astuto com uma coragem fantástica", admitindo que ele era uma fonte constante de preocupação para suas equipes do Manchester United.
O ex-companheiro de Chelsea, Craig Burley, resumiu sua influência: "Ele era o pacote completo. Tinha um talento incrível, mas também a ética de trabalho de um profissional consumado. Ele chegava cedo, ficava até mais tarde e sempre com um sorriso no rosto". Essa postura, aliada à sua genialidade em campo, não apenas o transformou em uma lenda do Chelsea, mas também em um embaixador do futebol, admirado por torcedores de todos os clubes. Em 2004, ele foi agraciado com a Ordem do Império Britânico (OBE), um reconhecimento de sua imensa contribuição ao futebol britânico.

## Treinador

### Início na Itália e Experiência no West Ham

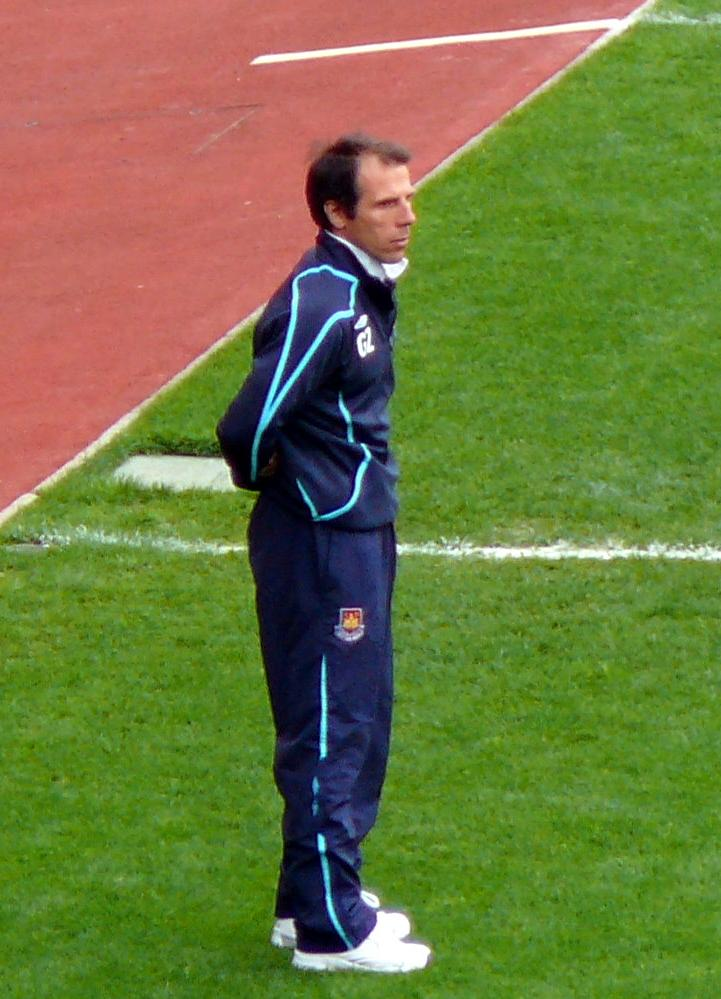
Zola como treinador do West Ham em 9 de maio de 2009.

Após se aposentar, Zola iniciou sua carreira como treinador, atuando como assistente de Pierluigi Casiraghi na seleção italiana sub-21. A dupla levou a Itália às quartas de final dos Jogos Olímpicos de 2008.
Em setembro de 2008, Zola assumiu o comando do West Ham United, sua primeira experiência como treinador principal. Ele implementou um estilo de jogo mais técnico e ofensivo, que foi inicialmente elogiado pela crítica e pelos torcedores. Ele também promoveu jovens da base, como James Tomkins e Jack Collison. Após uma primeira temporada promissora, que lhe rendeu uma renovação de contrato, a segunda temporada foi marcada por uma difícil luta contra o rebaixamento. Apesar de ter mantido o time na Premier League, ele foi demitido ao final da temporada de 2009–10.

### Watford, Cagliari e outras passagens
Zola retornou à gestão em 2012, assumindo o Watford. Ele levou o time à final dos playoffs da Championship, perdendo a promoção para o Crystal Palace. Ele renunciou em dezembro de 2013 após uma sequência de maus resultados. Seguiram-se passagens curtas e menos bem-sucedidas pelo Cagliari, Al-Arabi no Catar, e Birmingham City.

### Retorno ao Chelsea como Assistente
Em 2018, Zola retornou ao Chelsea como assistente técnico de Maurizio Sarri. Sua função era crucial: atuar como uma ponte entre o exigente Sarri e o elenco, além de ajudar o treinador a se adaptar ao futebol inglês. Zola foi fundamental na gestão de jogadores importantes, como Eden Hazard, buscando um "terreno comum" entre as rígidas demandas táticas de Sarri e a necessidade de liberdade criativa do jogador belga. Ele admitiu mais tarde que os métodos repetitivos de Sarri acabaram por "entediantar" os jogadores, mas elogiou o profissionalismo do elenco, que culminou na conquista da Liga Europa.

## Títulos

### Jogador
Torres
- Terceira Divisão Italiana: 1986–87

Napoli
- Campeonato Italiano: 1989–90

Parma
- Copa da UEFA: 1994–95
- Supercopa da UEFA: 1993

Chelsea
- Recopa Europeia da UEFA: 1997-98
- Supercopa da UEFA: 1998
- Copa da Inglaterra: 1996–97 e 1999–00
- Copa da Liga Inglesa: 1997–98
- Supercopa da Inglaterra: 2000

### Assistente Técnico
Chelsea
- Liga Europa da UEFA: 2018–19

## Honrarias

### Jogador
- Líder de Assistências do Campeonato Italiano: 1992–93
- Seleção da European Sports Magazines: 1994–95
- Jogador do Mês do Campeonato Inglês: Dezembro de 1996 e Outubro de 2002
- Futebolista Inglês do Ano da FWA: 1997
- Terceiro Melhor Jogador do Mundo da World Soccer: 1997
- Melhor Jogador da Recopa Europeia da UEFA: 1997–98
- Jogador do Ano do Chelsea: 1998–99 e 2002–03
- Ordem do Mérito da República Italiana: Cavaleiro, 2003
- Ordem do Império Britânico: Oficial (Honorário), 2004
- Pallone d'Argento: 2004–05
- Chelsea Centenary XI: 2005
- Prêmio de Carreira Exemplar Gaetano Scirea: 2005
- Hall da Fama do Futebol Inglês: 2006
- Prêmio Internacional Giacinto Facchetti: 2010

### Treinador
- Treinador do Mês da Segunda Divisão Inglesa: Fevereiro de 2013